# Play It Again
Play It Again é o extended play (EP) da cantora americana Becky G, lançada para download digital pela RCA Records e Kemosabe Records em 13 de julho de 2013.
Foi precedido por um single promocional, "Built for This", lançado em dezembro de 2013 com um videoclipe em sua conta do YouTube. Seu single oficial, "Can't Get Enough", foi lançado em 2014 e apresenta o rapper cubano-americano Pitbull.
O EP foi gravado em Los Angeles durante 2012 e 2013. Dr. Luke atuou como produtor executivo do álbum, com produção e composição adicional de Max Martin, Will.i.am, Pitbull, The Jam e The Cataracs.

## Lista de faixas
| Play It Again - EP |                                  | |                 |         |  |
| N.º                | Título                           | Compositor(es)                                                                                               | Produtor(es)    | Duração |  |
| 1.                 | "Play It Again"                  | Rebbeca Marie Gomez Lukasz Gottwald Niles Hollowell-Dhar Karl Sandberg Henry Walter Joshua Coleman           | Dr. Luke Cirkut | 3:14    |  |
| 2.                 | "Can't Get Enough" (com Pitbull) | Gomez Gottwald Hollowell-Dhar Sandberg Armando Perez Tzvetin Toborov Gregor van Offeren Urales Vargas Walter | Dr. Luke Cirkut | 3:47    |  |
| 3.                 | "Built for This"                 | Gomez Gottwald Hollowell-Dhar Walter                                                                         | Dr. Luke Cirkut |         |  |
| 4.                 | "Zoomin' Zoomin'"                | Gomez William Adams Gottwald Mathieu Jomphe-Lepine Walter                                                    | Dr. Luke Cirkut | 3:24    |  |
| 5.                 | "Lovin' What You Do"             | Gomez Gottwald Michael Mani Jordan Omley Walter                                                              | Dr. Luke Cirkut | 3:40    |  |
| Duração total:     | Duração total:                   | Duração total:                                                                                               | Duração total:  | 17:14   |  |